# Der Vorkoster
Der Vorkoster ist eine Fernsehsendung des WDR Fernsehens, bei der der Fernsehkoch Björn Freitag Lebensmittel testet und Gerichte mit ihnen kocht.

## Episoden

### Staffel 1
- 1. Fleisch
- 2. Nudeln und Fertiggerichte
- 3. Wie frisch ist der Fisch in NRW?

### Staffel 2
- 4. Welche Tomaten sind wirklich gut für uns?
- 5. Welches Geflügel ist wirklich gut für uns?
- 6. Welche Kartoffelprodukte sind wirklich gut für uns?
- 7. Welche Wurst ist wirklich gut für uns?
- 8. Welche Milch ist wirklich gut für uns?

### Staffel 3
- 9. Welche Schokolade ist wirklich gut für uns?
- 10. Alles im grünen Bereich? Wie gesund ist Salat wirklich?
- 11. Steak, Gulasch und Co. – wie gut ist Rindfleisch für Mensch und Umwelt?
- 12. Unser täglich Brot – was ist drin und dran?
- 13. So ein Käse! – Alles über guten und schlechten, echten und falschen Käse
- 14. Frischer Fisch – Delikatesse oder gefährdete Tierart?
- 15. Kein Ei gleicht dem anderen – wie gesund sind Eier und woher kommen sie?

### Staffel 4
- 16. Kaffee – gesunder Genuss oder teures Laster?
- 17. Scharfmacher – wie gut sind unsere Gewürze?
- 18. Fleischersatz im Trend – was steckt wirklich in Tofu, Seitan und Co?
- 19. Garnelen, Nordseekrabben und Co. – Delikatessen zum Schnäppchenpreis?
- 20. Süße Versuchung Eiscreme – welches Eis ist wirklich gut?
- 21. Genuss vom Grill – wie gut ist unser Grillfleisch wirklich?[1]

### Staffel 5
- 22 Weihnachtsgans – Woher stammt der deutsche Festtagsklassiker?
- 23 Flüssiges Gold oder ungesundes Fett? – Wie gut ist unser Speiseöl?
- 24 Brötchen: Backshop oder Handwerk – wie gut sind Brötchen wirklich?
- 25 Pizzeria, Tiefkühl oder selbstgemacht? – Welche Pizza ist die beste?
- 26 Hopfen und Malz – was ist wirklich drin im Deutschen Bier?
- 27 Was ist Salami: Edelspezialität mit 1 A Qualität oder minderwertige Resteverwertung?
- 28 Fertiggerichte auf dem Prüfstand – was ist wirklich drin?
- 29 Speisesalz im Qualitätsvergleich – welches Salz ist wirklich gut für uns?

### Staffel 6
- 30 Erfrischungsgetränke: Erfrischung pur oder klebrige Zuckerbombe?
- 31 Müsli, Cornflakes und Co. – Was steckt drin in unseren Frühstückszerealien?
- 32 Welche Kuchen und Torten sind wirklich gut? Süße Verführung auf dem Prüfstand
- 33 Pizzeria, Tiefkühl oder selbstgemacht – Welche Pizza ist die beste?
- 34 Von Champignon, Pfifferling bis Fliegenpilz – Wie sicher ist der Genuss unserer Speisepilze?
- 35 Klassiker Wiener Schnitzel: echte Spezialität oder Massenware?
- 36 Spekulatius, Stollen und Printen – wie gut ist unser Weihnachtsgebäck?
- 37 Guter Wein zum Fest – wie unterscheiden sich Qualitätswein und Massenware?

### Staffel 7
- 38 Küchenklassiker Eintopf: von der Hausmannskost zum Trendgericht
- 39 Bananen, Ananas und Co. – Exotisch, süß und viel zu günstig?
- 40 Multitalent Butter: Wie gut ist unsere Butter?
- 41 Wie gut ist deutscher Schinken und was macht ihn so besonders?
- 42 Klassiker mit vielen Rezepten – was macht gutes Gulasch aus?
- 43 Saucenklassiker für Jung und Alt – Was steckt drin in Ketchup und Grillsaucen?
- 44 Spaghetti, Bandnudeln & Co. – Wie gut ist Pasta aus unseren Supermärkten?
- 45 Fast Food als Gastrotrend – Sind Burger besser als ihr Ruf?
- 46 Viel zu gut für die Tonne – Tipps und Tricks zur Resteküche
- 47 Alleskönner Pfeffer – Wann schmeckt das scharfe Gewürz wirklich gut?

- 80 Marmelade und Konfitüre – Wie viel echte Frucht steckt im beliebten Brotaufstrich?
- 85 Superfood Kartoffel – wie vielfältig ist die tolle Knolle?
- 94 Endlich wieder Erdbeerzeit – Wie gut sind unsere Lieblingsfrüchte?
- 98 Bier-Vielfalt NRW – So gut ist unser Bier im Westen
- 100 Lachs unter der Lupe – was macht ihn so besonders?
- 101 Tortellini, Ravioli & Co – welche gefüllte Pasta ist die beste?
- 102 Olle Möhre oder flotte Karotte? Lieblingsgemüse im Check
- 103 Heißgeliebtes Schnitzel: Saftig, knusprig, zart – wie wird es richtig gut?
- 104 Ran an die Buletten! Wie gut sind unsere Frikadellen?
- 107 Schweinefleisch im Check – wie günstig darf’s sein?
- 99 Lust auf Eintopf – so viel Gutes steckt im Küchenklassiker!
- 108 Flüssiges Gold – woher kommt unser Honig und wie gut ist er tatsächlich?
- 110 Vielschichtiger Genuss aus dem Ofen – Was macht Aufläufe so beliebt?
- 111 Ente gut, alles gut! So wird Entenfleisch zum Festtagsbraten
- 112 Volle Rolle – wer macht die beste Roulade im Westen?
- 113 Käse-Vielfalt im Westen – Was macht guten Käse aus?

## Rezeption
Die Dorstener Zeitung befindet: „Inhalt und Aufbau, Optik und Präsentation stimmen, das TV-Format „Vorkoster“ mundet.“
Die ersten drei Sendungen erreichten über 8 % Marktanteil.